# Ugia signifera
Ugia signifera är en fjärilsart som beskrevs av Walker 1864. Ugia signifera ingår i släktet Ugia och familjen nattflyn. Inga underarter finns listade i Catalogue of Life.